# Dilophus longirostris
Dilophus longirostris är en tvåvingeart som beskrevs av Macquart 1850. Dilophus longirostris ingår i släktet Dilophus och familjen hårmyggor. Inga underarter finns listade i Catalogue of Life.